# El perro
El perro és una pel·lícula d'acció espanyola del 1977 amb concomitàncies polítiques dirigida per Antonio Isasi-Isasmendi segons el guió de Juan Antonio Porto, adaptació lliure de la novel·la d'Alberto Vázquez Figueroa on barreja acció i crítica política. Va gaudir d'un repartiment internacional format per Jason Miller, Lea Massari, Marisa Paredes i Aldo Sambrell.

## Argument
En un país llatinoamericà no especificat, amb un règim dictatorial, el matemàtic Aristides Ungria és arrestat per motius polítics i enviat a la terrible presó de San Justo des d'on aconsegueix escapar. Perseguit per guàrdies, en matarà un. El gos ferotge del guàrdia Zancho, entrenat per seguir els escapats, el segueix fins a la capital del país, on Ungria intenta trobar el líder dels opositors del règim ...

## Repartiment
- Jason Miller – Aristides Ungria
- Lea Massari – Muriel
- Marisa Paredes – Guerrillera
- Aldo Sambrell – Omar Romero
- Yolanda Farr – Campesina
- Francisco Casares – Zancho
- Juan Antonio Bardem – Abraham Abatti
- Eduardo Calvo – Oreste
- Manuel de Blas – Mayor Araes
- Antonio Gamero – Cuatrero
- Juan Margallo – Cuatrero
- Vicente Cuesta – Huascar
- Luis Marín – Preso
- Antonio Mayans – Teniente
- José Vivó – Sebastián
- José Manuel Martín – Cuatrero
- Vicente Bañó – Leónidas Arévalo
- Juan Antonio Porto – Priest
- Ivan Tubau Comamala – Brigadier de Soto

## Recepció
Fou exhibida fora de concurs en la selecció oficial del Festival Internacional de Cinema de Sant Sebastià 1977. El 2009 fou exhibida a la secció Sitges Clàssics - Els altres fantàstics del Festival Internacional de Cinema Fantàstic de Sitges.